# Necropoli dell'Esquilino
La necropoli dell'Esquilino è la principale e più estesa necropoli protostorica di Roma. Si trovava a cavallo delle antiche Mura serviane, occupando principalmente la zona di piazza San Martino ai Monti, la dorsale di via dello Statuto, l'area di piazza Vittorio Emanuele II (in particolare presso la chiesa di sant'Eusebio) e dell'arco di San Vito (Porta Esquilina).

## Storia
L'inizio della sua frequentazione corrisponde alla cessazione d'uso della necropoli del Foro, abbandonata a partire dalla seconda metà dell'VIII secolo a.C. (con l'eccezione delle tombe d'infanti, i suggrundaria, attestate fino alla fine del VII secolo a.C.) e testimonia l'allargamento della città in direzione della Velia e del Foro.
La necropoli si caratterizza per la presenza di corredi più ricchi e forniti di armi, tipici di una classe aristocratico-guerriera nata sul modello già attestato per altre zone del litorale tirrenico, come l'Etruria e la Campania.
Vi si trovano sepolture della fase IIB e, più tipicamente, del III periodo della cultura laziale, caratterizzate da corredi con vasi dalle forme più compresse (invece che globulari), con anse a doppio foro (bifore), più allungate verso l'alto e munite di decorazioni con costolature invece che a graffito o a stampo.
La necropoli fu utilizzata fino alla seconda metà del I secolo a.C. e si concluse con la bonifica del sito tra il 42 ed il 38 a.C. (probabilmente un colossale interro) da parte di Gaio Cilnio Mecenate (68 a.C.-8 a.C.), amico e consigliere di Augusto (27 a.C.-14 d.C.), che vi costruì una villa suburbana (Horti Maecenatis).

### Scoperta, studi e fasi cronologiche del sepolcreto
La scoperta del sepolcreto, il più esteso fra quelli rinvenuti in Roma, va collegata con l'indiscriminato fervore urbanistico-edilizio che interessò la città negli anni immediatamente successivi al 1870 ed alla proclamazione di Roma Capitale.
Gli sterri necessari per realizzare la rete viaria del nuovo quartiere Esquilino portarono alla luce numerose sepolture protostoriche, che apparvero addensate principalmente lungo la dorsale del tracciato di via Giovanni Lanza e nell'area dell'attuale piazza Vittorio Emanuele II.
La date d'inizio e termine dei lavori di escavazione non sono conosciute e lo stesso genere d'incertezza ammanta un po' tutte le notizie che abbiamo dei ritrovamenti. L'individuazione delle tombe ed il recupero dei corredi furono fatti inizialmente con una certa cura da parte degli ispettori incaricati dalla Commissione Archeologica Comunale; successivamente buona parte dei corredi non inventariati che si andavano man mano stipando nei magazzini della Commissione fu trafugata ed in parte rimescolata e confusa nel corso del trasporto presso l'Antiquarium comunale del Celio (Orto Botanico), al punto che oggi non conosciamo, per le tombe rinvenute prima del 1884, la loro esatta provenienza.
Dal 4 maggio 1882 in poi si procedette con maggior rigore grazie al contributo di Michele Stefano de Rossi e dei suoi collaboratori, che inventariarono tutti i corredi prima di immagazzinarli. Purtroppo i cartellini utilizzati per l'inventario e collocati fra gli oggetti risultano oggi, tranne quattro o cinque casi, tutti illeggibili ed a nulla servono i rapporti di scavo degli ispettori cui essi erano collegati. Oggi è pertanto impossibile procedere ad una esatta ricostruzione dei corredi. A ciò si aggiunga pure che del sepolcreto esquilino non è rimasta neppure una pianta con l'esatto posizionamento topografico delle sepolture rinvenute anche dopo il 1882, se si eccettua quanto confluito nella preziosissima Forma Urbis Romae del Lanciani (tavv. 23 e 24) e nelle piante ricostruite a posteriori da Giovanni Pinza.
Certamente l'archeologia ha perso, con la débâcle del sepolcreto dell'Esquilino, l'occasione irripetibile di gettare luce su uno spaccato larghissimo della vita di Roma protostorica, arcaica e mediorepubblicana.
I limiti topografici della necropoli non sono ben chiari: le indagini non furono portate avanti in maniera sistematica e finalizzata alla ricerca dei confini del sepolcreto, bensì avvennero casualmente. Certo è che soltanto una piccola parte della necropoli risultò esplorata.
Le tombe, assenti nei terreni adiacenti a Palazzo Brancaccio su via Merulana (sud, sud-ovest), cominciarono ad apparire verso nord, nord-est, per farsi numerosissime presso via dello Statuto (San Martino ai Monti) e, come detto in precedenza, via Lanza. Molto numerose si rinvennero anche nella zona della valletta di piazza Vittorio Emanuele II, vicino alle chiese di sant'Eusebio e di san Giuliano, tra via Napoleone III, Carlo Alberto e via dello Statuto, mentre scarse risultarono nella valle di via Labicana.
Alcuni saggi di scavo furono eseguiti nel 1931 da Antonio Maria Colini nelle vicinanze di piazza Vittorio Emanuele II e di via dello Statuto. Purtroppo agli scarni resoconti del Colini non fu associata una adeguata documentazione a livello di sezione stratigrafica dei saggi.
Gli studi hanno accertato l'ampia estensione cronologica del sepolcreto, la cui frequentazione si conclude con l'intervento di Mecenate, che rende edificabile la zona malsana nota come Campus esquilinus, e vi impianta la sua estesa e lussuosa villa suburbana, evento celebrato efficacemente dal poeta Orazio con l'espressione nunc licet Exquilis habitare salubris ("ora si può dimorare sull'Esquilino reso salubre").
Le tombe più antiche scoperte nel sepolcreto dell'Esquilino (fasi IIB, III della cultura laziale) erano a fossa ricoperta con scheggioni irregolari di cappellaccio, talvolta disposti a mo' di pseudocopertura; in esse erano deposti il defunto ed il suo corredo costituito da armi nei corredi maschili, da fibule, pendagli bronzei, collane in pasta vitrea ed ambra in quelli femminili.
Le tombe della fase IIB sono caratterizzate dal rito inumatorio e dalla presenza nei corredi di nuove forme vascolari e della fibula ad arco ingrossato; in generale tali sepolture risentono della notevole influenza in ambito laziale della cultura delle tombe a fossa (Fossakultur), con particolare riferimento all'area di Cuma.
La fase successiva - fase III del ferro laziale (seconda metà VIII secolo a.C.) - risulta, invece, caratterizzata dall'intenso apporto dato dalla cultura villanoviana e dalla colonizzazione magnogreca. In particolare all'influsso villanoviano va ascritta sia la comparsa di nuovi tipi di fibule (ad arco serpeggiante e a sanguisuga), sia la presenza di bronzi sbalzati anche se, in verità, si è incerti se ritenerli imitazioni locali o vere e proprie importazioni.
All'influenza culturale della colonizzazione magnogreca dell'Italia meridionale si debbono, invece, i primi vasi di argilla figulina, i quali mostrano, pur presentando forme vascolari tipicamente laziali, decorazioni che li hanno fatti riferire all'area dell'influenza dei commerci euboico-cicladici (E. La Rocca). La presenza di armi nei corredi di questo periodo (oltre allo scudo ed all'elmo è attestato anche il carro) sembrerebbe indicare la tendenza ad una certa differenziazione sociale dovuta alle trasformazioni economiche avutesi nel passaggio da una economia esclusivamente pastorale ad un'altra (agricolo-pastorale-mercantile) più articolata e dinamica.
Il IV periodo della cultura laziale, che abbraccia l'intero arco del VII secolo a.C. ed i primi decenni del VI, è caratterizzato dalle tombe a fossa con loculo, dai primi sepolcri a camera ipogea e dall'affermarsi della cultura orientalizzante. Esso è però testimoniato nel sepolcreto esquilino da pochi ed incompleti corredi, spesso di dubbia associazione. Tuttavia il panorama culturale di questo periodo è, al di là delle testimonianze provenienti dalla necropoli esquilina, ben noto presso i coevi centri etruschi e laziali; l'orientalizzante antico e medio coprono all'incirca il primo settantennio del VII secolo (700-630 a.C.) e sono caratterizzati dall'apparire e dal diffondersi della ceramica del protocorinzio antico, medio, tardo e dalle sue imitazioni cui si accompagna la prima comparsa dei vasi di bucchero, forse solo in parte importati dall'area etrusca. Notevole dal punto di vista socio-economico deve ritenersi la presenza, seppur limitata a sporadici ritrovamenti, di vasi greci d'importazione riferibili al protocorinzio medio e tardo. Essi testimoniano l'importante livello culturale raggiunto da Roma in questo periodo (orientalizzante medio) e l'importanza del guado del Tevere per gli scambi commerciali fra l'Etruria e le colonie greche dell'Italia meridionale. È da sottolineare, in questo periodo, il ruolo di Roma quale punto di convergenza commerciale ottimale, posta come era in posizione di passaggio obbligato sul guado del Tevere, considerato che le merci si diffondevano sia con il piccolo cabotaggio fluviale, sia attraverso le vie di comunicazione interne (Roma si trovava in un punto strategico per entrambe).
Nel periodo orientalizzante recente (fine VII - inizi VI secolo a.C.), che coincide con il definitivo affermarsi in senso urbano della città, si assiste al massiccio diffondersi della ceramica di bucchero che sostituisce quasi completamente, se si eccettuano alcune fra le forme più rozze, la produzione di ceramica d’impasto.
In questo periodo Roma presenta un panorama culturale del tutto analogo a quello dei grandi centri etruschi coevi (Veio, Acquarossa, ecc.).
Le testimonianze archeologiche della transizione al periodo arcaico (VI-V secolo a.C.) e "monumentale" non vanno affatto ricercate nel sepolcreto esquilino (e neanche in quello del Foro, ormai da tempo abbandonato), bensì, in contesto ormai urbano, all'interno delle aree adibite ai culti (Sant'Omobono al Foro Boario) o ad abitazione.
Tuttavia il lunghissimo utilizzo della necropoli continua, attraversando l'intera età mediorepubblicana e giungendo sino al primo periodo del regno di Augusto.
Della necropoli arcaica e mediorepubblicana s'interessarono principalmente il Lanciani, il Pinza, il Dressel ed il Mariani.

## Le tombe principali ed i corredi

### Tomba 11
La sepoltura fu trovata nel 1885 durante gli scavi per l'apertura di via Giovanni Lanza. Si tratta di una tomba a fossa, con rito inumatorio (non incineratorio come ritenne Pinza), ed è una delle sepolture più antiche della necropoli, databile al periodo IIB della cultura laziale (fine del IX - inizi VIII secolo a.C.).
Fra gli elementi datanti del corredo spicca la fibula ad arco ingrossato, caratteristica proprio della fase IIB di Roma, largamente diffusa in ambito campano, anzi probabilmente ispirata ai modelli della cultura delle tombe a fossa campane (Fossakultur). Tale tipologia di fibula verrà soppiantata nel III periodo dalla fibula a sanguisuga, tipica della cultura villanoviana.
Anche le tazze ad ansa bifora insellata e ad ansa bifora cornuta derivano da analoghi esemplari della cultura delle tombe a fossa di area campana e rappresentano l'elemento di novità nella necropoli esquilina rispetto alla più antica necropoli del Foro, in cui le tazze presentano caratteristiche notevolmente diverse.

### Tomba 51
Tomba a fossa trovata nel 1885 su via Giovanni Lanza. Vi era deposto lo scheletro di un individuo di sesso femminile (come indicato dalla presenza di una collana in vaghi di pasta vitrea nel corredo), di cui si conservava solo parte del cranio. Gli oggetti posti a corredo, fra i quali l'anfora, la tazza ad ansa bifora cornuta e la fibula ad arco ingrossato, presentano somiglianze con quelli della tomba 11.

### Tomba 63
Trovata nel 1887 in via Giovanni Lanza presso San Martino ai Monti, era del tipo a fossa rivestita rozzamente con blocchi di tufo del Palatino e con una pseudovolticella a copertura, anch'essa in blocchi di tufo. I resti ossei appartenevano ad un individuo di sesso femminile, come forse indica la presenza della fuseruola a corredo. Quest'ultimo mostra i segni dell'influsso della cultura villanoviana, in particolare l'orciolo biconico, strettamente dipendente dai cinerari villanoviani sebbene con alcune modifiche dovute all'ambiente della cultura delle tombe a fossa.

### Tomba 33
Trovata nel 1885 in via Giovanni Lanza, presumibilmente a fossa, apparteneva ad un individuo di sesso maschile per la presenza di una punta di lancia posta a corredo. Quest'ultimo si distingue per la presenza di due ollette a rete che sembrano dipendere da forme analoghe di vasi in impasto tipici della fase Roma-Colli Albani I, sebbene presentino caratteristiche di minore antichità (presenza di quattro bugne sul corpo). È databile alla fase IIB della cultura laziale.

### Tomba 21
Tomba a fossa scavata nel 1885 su via Giovanni Lanza. Si può attribuire ad un individuo di sesso femminile per la presenza nel corredo di una collana di vaghi di vetro, ambra e cristallo e da una serie di cerchietti in bronzo. Una fibula, oggi perduta, pendeva da una catenella in bronzo posta assieme agli anelli presso la spalla sinistra della defunta.
Le forme ceramiche del corredo (tazze ed orcioli) consentono di datare la tomba alla fase finale del periodo IIB della cultura laziale (secondo quarto dell'VIII secolo a.C.).

### Tomba 31
Tomba a fossa trovata nel 1885 in via Giovanni Lanza. Apparteneva presumibilmente ad un individuo di sesso maschile per la presenza di un frammento di scure in ferro all'interno del corredo. Quest'ultimo comprendeva due tazze tipiche della fase IIB della cultura laziale e due vasi in argilla figulina la cui decorazione è ispirata a motivi greci del Geometrico Medio, precedenti alla metà dell'VIII secolo a.C.

### Tomba 14
Trovata nel 1885 su via Giovanni Lanza, presso Largo Brancaccio. È del tipo a fossa, probabilmente appartenente ad un individuo di sesso maschile per la presenza del pettorale di bronzo posto nel corredo.
È ascrivibile alla fase III della cultura laziale.

### Tomba 94
Trovata presso la chiesa di San Martino ai Monti, tra via Napoleone III e via Giovanni Lanza. È del tipo a fossa con pareti in blocchi di tufo del Palatino, a forma di cista, con il defunto steso sul pavimento. Doveva appartenere ad un personaggio di sesso maschile dell'aristocrazia per la presenza nel corredo di armi da guerra, quali l'elmo, lo scudo ed il carro. È databile al periodo III della cultura laziale.

### Tomba 99
Rinvenuta nel 1882 in una fossa rivestita di blocchi di tufo presso piazza Vittorio Emanuele II, è esemplare della fase III della cultura laziale (metà VIII - metà VII secolo a.C.). Il corredo è composto da tredici pezzi ceramici e metallici. Va rilevata la presenza singolare del fuso e della spada, il primo tipico delle sepolture femminili, la seconda di quelle maschili. Gli oggetti, in particolare le tazze ad collo cilindrico ed ansa crestata, i vasi con decorazione a solcature ed il fuso di bronzo, consentono di datare la tomba alla fase più tarda del III periodo, più precisamente all'ultimo venticinquennio dell'VIII secolo a.C.
1. Tre piedi bronzei di un contenitore (in pelle?) in lamina ripiegata
2. Resti di un fuso in bronzo, forse con anima lignea
3. Elemento bronzeo a tronco di cono forato, forse un'impugnatura
4. Punta di lancia di ferro
5. Capeduncola crestata, dalla forma compressa al centro e con un'impugnatura intera a doppio foro rialzata, con la spalla (parte superiore al di sotto dell'attaccatura del manico) decorata da costolatura verticale
6. Cinque pezzi analoghi al precedente, di cui uno intero, due con manico rotto, due più piccoli con manico intero
7. Coppetta biansata (cioè con due manici), con spalla decorata a costoloni e apofisi, e il fondo decorato da solchi concentrici a raggiera
8. Piccola anfora con corpo schiacciato, anse crestate e costolature sulla spalla (più rade degli altri reperti), tipica della cultura laziale
9. Olla con corpo compresso e costolature sulla spalla

I reperti sono oggi conservati all'Antiquarium Forense di Roma.

### Tomba 103
Trovata nel 1882 presso piazza Vittorio Emanuele II, era a fossa protetta da una volticella di tufi. Gli oggetti del corredo (vaghi di collana, pisside in lamina di bronzo sbalzato) indicano che doveva trattarsi di una sepoltura femminile. I bronzi sbalzati trovati all'interno della tomba sono tipici del III periodo della cultura laziale e risentono dell'influsso della cultura villanoviana al punto tale che possono addirittura essere ritenuti prodotti d'importazione. La tomba può inquadrarsi nell'ultimo quarto dell'VIII secolo a.C.

### Tomba 95
Tomba a camera con falsa volta trovata nel 1882 tra via di San Vito e via dello Statuto. La camera, a pianta rettangolare, era costruita con blocchi squadrati e aggettanti e conteneva i resti di un solo inumato. Il corredo personale è assente (forse non recuperato o trafugato). La tipologia tombale trova confronti in ambiente ceretano.

### Tomba 127
Scoperta nel 1881 durante gli scavi per un pilone di fondazione in piazza Manfredo Fanti, fu esplorata solo parzialmente. Gli oggetti recuperati erano contenuti in una sorta di loculo laterale costituito da quattro lastroni di peperino, forse realizzata sul fianco di una fossa.
La tomba si collocherebbe pertanto nell'ambito tipologico delle tombe a fossa con loculo, diffuse nel periodo orientalizzante antico e bene attestate nel Latium vetus e in area capenate-falisca. Gli elementi del corredo - non sempre attribuibili con certezza - consentono di fissarne la cronologia alla fine del VII secolo a.C.

### Tomba 193
La tomba, trovata nel 1888, è costituita da una grande urna in peperino con coperchio a tetto e peducci angolari, imitante una cassa lignea nella lavorazione esterna; all'interno conteneva una ben più preziosa urna marmorea, sempre con copertura a doppio spiovente munita di acroteri angolari e centrali. Quest'ultima conserva ancora tracce di decorazione policroma a kymation ionico (ovuli e lance incisi e dipinti in rosso ed in blu) e ad appliques posizionate sul bordo del tetto e sui timpani, come indica la presenza di piccoli fori.
L'urna in marmo greco presenta confronti con esemplari trovati a Spina, in area etrusca, i quali consentono per analogia una datazione del pezzo alla fine del VI secolo a.C.
La tomba è priva di corredo, come ampiamente attestato nelle sepolture del periodo arcaico (VI-V secolo a.C.) documentate nelle necropoli di tutto il Latium vetus (Ficana, Castel di Decima, Crustumerium), nel rispetto di un vero e proprio costume funerario probabilmente sancito da una lex sumptuaria che poneva forti restrizioni all'introduzione di oggetti preziosi all'interno dei sepolcri.
Ma in questo caso la norma sembra astutamente elusa con l'escamotage del doppio contenitore e l'introduzione d'un prezioso cinerario in marmo d'importazione all'interno d'una cassa realizzata con materiale di facile reperibilità in area laziale.
La tomba è conservata alla Centrale Montemartini.

### Il sepolcro Arieti
La tomba Arieti, così chiamata dal nome dello scopritore, fu trovata a circa 35 m dalla tomba dei Fabii. Presentava una decorazione interna costituita da affreschi raffiguranti scene di battaglia con personaggi in nudità eroica.
Al momento della scoperta ne fu realizzato un acquerello su cui sono visibili alcuni littori con quadriga. Il vestito bianco con strisce rossa verticale dei littori è il sagum, che essi portavano in guerra. Il fatto che i fasci dei littori siano rivolti verso l'alto fa pensare ad una processione trionfale, piuttosto che a una processione funebre (in questo caso i fasci sarebbero rivolti verso il basso).
La datazione è piuttosto controversa, tra III e il I secolo a.C. Ne è stata proposta l'attribuzione ad Aulo Atilio Calatino, console nel 258 a.C. per la vicinanza con la tomba dei Fabii, tradizionalmente ritenuta di Quinto Fabio Massimo Rulliano, di cui Calatino era nipote diretto.

### La tomba deiFabiioFannii

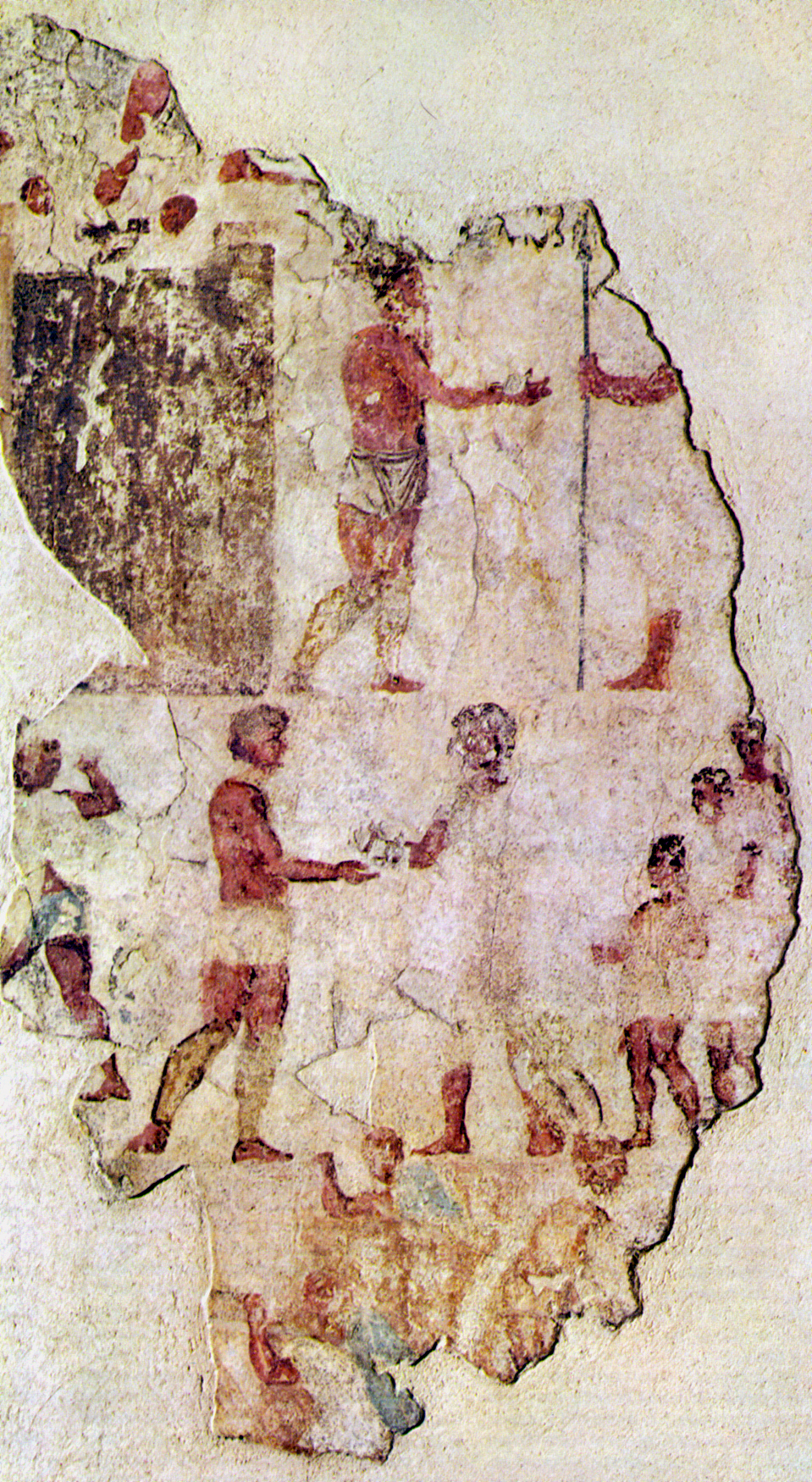
Tomba dei Fabii o Fannii (Musei Capitolini, Centrale Montemartini). Scena storica riferibile al periodo delle guerre sannitiche, tra le prime testimonianze di pittura romana su affresco (prima metà III secolo a.C.)

Dalla necropoli proviene anche un frammento di affresco (oggi alla Centrale Montemartini), databile ad un periodo tra il 300 a.C. a il 280 a.C. circa, che costituisce una delle testimonianze più antiche della pittura storica romana.
L'affresco è a fondo bianco, suddiviso in fasce sovrapposte: si conservano porzioni più o meno significative di quattro di esse. La fascia superiore presenta solo poche tracce delle gambe di un personaggio, di proporzioni maggiori di quelle delle altre figure nei successivi registri.
Nella seconda fascia si scorgono a sinistra le mura di una città, poi due personaggi in piedi l'uno davanti all'altro; il primo ha abiti sannitici, elmo e scudo, mentre l'altro è togato e dotato di lancia, con i resti dell'iscrizione e il nome. Forse si tratta di un rito feziale.
Il terzo registro mostra parti di tre scene: la prima è un combattimento, del quale si vede solo un personaggio, la seconda presenta due personaggi simili a quelli del registro superiore, che sembrano incontrarsi alla presenza, a destra, di altri tre personaggi che indossano la tunica; due iscrizioni, interpretate come [..]anio(s) St(ai) f(ilios) e Q. Fabio(s), recano i nomi dei due personaggi principali della scena.
La quarta ed ultima fascia mostra un duello tra un sannita e un romano.
La lettura delle scene è controversa. L'interpretazione più accreditata vi vede tre scene della seconda guerra sannitica, in particolare grazie al nome di Quinto Fabio Massimo Rulliano, tra i capi romani della guerra. Le scene rappresenterebbero quindi battaglie e momenti di tregua.
Le pitture potrebbero essere una riproduzione di quelle che adornavano il tempio di Salus eseguite, secondo le fonti, da Fabio Pittore dopo la guerra sannitica nel 304 a.C. Forse l'intento di questa rappresentazione era la glorificazione della gens Fabia.
Da un punto di vista stilistico le pitture sono assimilabili a quelle di gusto narrativo tipicamente italico (con resti a Paestum e a Vulci), con composizione su più registri, proporzioni gerarchiche, attenzione ai dettagli individuali e delle situazioni narrate, ricerca di contrasti cromatici. La tecnica poi è affine al repertorio greco, soprattutto nelle parti minori tramite l'uso di "macchie".